# Cesare Acutis
Cesare Acutis (Chivasso, 6 ottobre 1936 – Torino, 12 marzo 1987) è stato un critico letterario e traduttore italiano.
Fu tra i massimi conoscitori di letteratura spagnola e latinoamericana in Italia.

## Biografia
Figlio di un pescatore del Po e di una maestra, anch'egli insegna nella scuola elementare di Chivasso prima di avviare carriera accademica da docente di letteratura spagnola presso l'Università di Torino. In tale veste si è dedicato allo studio degli autori medievali, della poesia drammatica di Federico Garcìa Lorca, dei grandi narratori del Novecento latinoamericano, da Julio Cortazar, a Jorge Luis Borges, a Gabriel Garcia Marquez.
All'Università di Sassari conobbe negli anni Settanta la medievista, traduttrice e scrittrice torinese Laura Mancinelli, che poi divenne sua compagna fino alla morte.

## Opere

### Saggistica
- Cancioneros musicali spagnoli in Italia 1585-1635, Milano,  Ist. Editoriali e Poligrafici, 1978.
- La contessa traditrice: morti e vite esemplari, Torino, La Rosa, 1984.
- L' America dei lumi, Torino, La Rosa, 1989.
- La leggenda degli infanti di Lara. Due forme epiche nel Medioevo occidentale, Torino, Einaudi, 1978. ISBN 978-88-06-01263-2
- Per Cesare Acutis. Claridad alarmada, a cura di Giancarlo Depretis, prefazione di Guido Quazza, postfazione di Pablo Luis Ávila, Alessandria, Edizioni dell'Orso, 1995. ISBN 978-88-76-94176-4

## Traduzioni
- Due romanzi spagnoli: Mrs. Caldwell habla con su hijo e Fiesta al Noroeste, Torino, G. Giappichelli, 1971.
- Romancero: canti epico-lirici del Medioevo spagnolo, Torino, Einaudi, 1983.
- Andrés Laguna, Avventure di uno schiavo dei turchi, Milano, Il Saggiatore, 1983.
- Gabriel García Márquez, Racconto di un naufrago, Milano, Mondadori, 1983.

## Curatele
- Bertini, Giovanni Maria, Un documento culturale del pre-umanesimo in Spagna: II "Dialogo de Vita Beata" di Juan de Lucena, Torino, Tirrenia, 1966.
- Pedro Calderón de la Barca, La vita è sogno, traduzione di Antonio Gasparetti, Torino, Einaudi, 1980.
- Romancero: canti epico-lirici del Medioevo spagnolo, Torino, Einaudi, 1983.
- Anonimo, Cantare del Cid, Torino, Einaudi, 1986.